# Міжнародна федерація хокею із шайбою
Міжнародна федерація хокею з шайбою (англ. International Ice Hockey Federation, фр. Fédération Internationale de Hockey sur Glace, нім. Internationale Eishockey-Föderation усталена абревіатура IIHF, ІІХФ) — міжнародний керівний орган хокею з шайбою. Організація об'єднує національні федерації 84 країн. Федерація займається організацією та проведенням міжнародних хокейних турнірів, а також формує світовий рейтинг хокейних збірних.
IIHF веде світовий рейтинг IIHF на основі міжнародних хокейних турнірів. Правила гри на змаганнях IIHF відрізняються від правил хокею в Північній Америці та правил Національної хокейної ліги (НХЛ). Рішення IIHF можуть бути оскаржити через Спортивний арбітражний суд у Лозанні, Швейцарія. IIHF має власну залу слави міжнародного хокею з шайбою. Зала слави IIHF був заснований у 1997 році й з 1998 року знаходиться в Залі слави хокею.
Раніше IIHF також керувала розвитком інлайн-хокею, проте в червні 2019 року IIHF оголосила, що більше не буде керуватиме інлайн-хокеєм та організовувати чемпіонати світу з інлайн-хокею.

## Історія

### 1908—1914

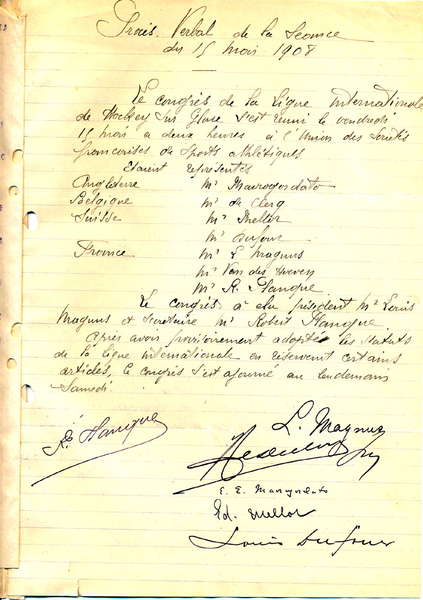
Статут ІІХФ, затверджений 15 травня 1908 року.

Міжнародна ліга хокею на льоду (ЛІХГ) була створена 15 — 16 травня 1908 на I конгресі, який пройшов у Парижі за адресою вулиця Прованс, 34. На конгресі були присутні вісім представників чотирьох європейських країн-засновників: французи Луї Магнус, Робер Планк і ван дер Ховен, бельгійці Де Клерк та Маларі, швейцарці Меллор та Л. Дюфур, а також підданий Сполученого Королівства Маврогродато. Були відсутні запрошені представники Німеччини та Росії. Утворена організація отримала назву Міжнародна ліга хокею на льоду — ЛІХГ (фр. Ligue Internationale de Hockey sur Glace — LIHG). Цю назву ЛІХГ носила до 1978 року. Очолив ЛІХГ головний ініціатор створення цієї організації паризький журналіст Луї Магнус, першим генеральним секретарем став Робер Планк. Офіційною мовою стала французька. Усе це знайшло відображення в підписаному основоположному документі.
Першими членами ЛІХГ вже 1908 року стали Франція (20 жовтня), Богемія (15 листопада), Велика Британія (19 листопада), Швейцарія (23 листопада), Бельгія (8 грудня). Перші організовані ЛІХГ ігри зіграли в Берліні, 3 — 5 листопада 1908 року. Чотири клубні команди брали участь в іграх, які складалися з двох періодів по 20 хвилин кожен.
II конгрес відбувся у французькому Шамоні з 22 по 25 січня 1909 року. ЛІХГ затвердила власний Статут, а також вирішила організувати щорічний чемпіонат Європи, починаючи з наступного 1910 року. У зв'язку з проведенням конгресу було організовано перший міжнародний турнір, проведений тут же, у Шамоні. Переможцем стала команда Лондона. У Того ж 1909 року, 19 вересня шостим членом ЛІХГ стала Німецька імперія.
У 1910 році пройшов перший чемпіонат Європи. З 1912 по 1914 рік, паралельно з чемпіонатом Європи, проводилися так звані щорічні «LIHG чемпіонати» за участю національних команд. Однак, цей турнір не отримав подальшого розвитку.
У 1911 році ЛІХГ прийняла канадські правила, які зазнали деяких змін вже на наступному щорічному конгресі.
Чемпіонат ЛІХГ серед європейських команд, що пройшов у 1912 році, анулювали через те, що в ньому брала участь Австро-Угорщина, яка подала заявку на входження в ЛІХГ, ще не затверджену конгресом. Після конгресу ЛІХГ налічувала 10 членів.
25 лютого 1914 року на VII конгресі в Берліні (Німецька імперія) подав у відставку президент ЛІХГ Генрі ван ден Булке. Протягом кількох годин на цій посаді встигли побувати Луї Магнус та Пітер Паттон. Зрештою, ван ден Булке знову був переобраний на цю посаду. Незабаром ЛІХГ припинила свою діяльність у зв'язку з початком Першої світової війни.

### 1919—1939
На конгресі 1920 року повністю змінилося керівництво ЛІХГ, до правил було внесено чергові зміни. Також були внесені зміни серед членів ЛІХГ, пов'язані з війною, що закінчилася — виключені зі складу ЛІХГ Австро-Угорщина і Німецька імперія, затверджена у складі ЛІХГ утворена в 1918 році Чехословаччина, якій передала членство Богемія. На літніх Олімпійських іграх, що відбулися в бельгійському Антверпені, як показовий вид спорту вперше був присутній хокей з шайбою. Пізніше, в 1982 році, цьому турніру було присвоєно статус I чемпіонату світу з хокею з шайбою, оскільки в ньому вперше взяли участь неєвропейські збірні команди — Канада та США.
У 1922 році президентом ЛІХГ був обраний Поль Луак, який провів на цій посаді 25 років. У 1998 році за величезний внесок у розвиток хокею з шайбою на його честь було засновано спеціальний приз — «Paul Loicq Awards».
У 1923 році на конгресі в Антверпені (Бельгія) було внесено чергові зміни до правил гри. Було також ухвалено рішення чемпіонати ЛІХГ проводити окремо від Олімпійських ігор. Того ж року вперше розіграно Кубок Шпенглера — найстаріший з нині діючих клубний турнір Європи.
У 1924 році відновила членство в ЛІХГ Австрія. Німеччина, як і раніше, залишалася в ізоляції. На знак протесту проти відмови у відновленні в ЛІХГ Німеччини її покинула Швеція. Обидві федерації повернулися в ЛІХГ лише 1926 року.
У 1929 році на конгресі в Будапешті (Угорщина) ЛІХГ ухвалило рішення проводити чемпіонати світу щороку, в який не проводяться Олімпійські ігри. Такий статус отримував турнір, якщо в ньому брала участь хоча б одна з неєвропейських збірних команд. Пізніше, 1982 року, олімпійським турнірам 1920, 1924 та 1928 років було присвоєно статуси чемпіонатів світу. Чемпіонату ЛІХГ серед європейських команд належало стати частиною цього змагання в періоди між Олімпійськими іграми. У роки проведення Олімпійських ігор чемпіонат ЛІХГ серед європейських команд мав проводитись окремо. Найкраща з європейських команд отримувала титул чемпіона Європи. Перший чемпіонат світу був проведений у 1930 році. Через несподіване потепління турнір був змушений переїхати з французького Шамоні до Берліна, матч за бронзові нагороди чемпіонату Європи був проведений у Відні.
У 1930 році членом ЛІХГ стала перша азійська національна федерація — Японія. Також до складу ЛІХГ після дворічної відсутності повернулася федерація США.
В 1932 був проведений останній незалежний чемпіонат ЛІХГ серед європейських команд.
У 1933 році ЛІХГ відзначила своє 25-річчя та підбила підсумки роботи: у складі Міжнародної ліги хокею на льоду — 19 членів; організовано та проведено 20 конгресів, а також 18 чемпіонатів Європи, 6 чемпіонатів світу та 4 турніри в рамках Олімпійських ігор. Чемпіонат світу 1933 року вперше пройшов на штучному льоду.
1936 року на Олімпійських іграх у хокей із шайбою грали як на штучному, так і на природному льоду. Через снігопади, а також враховуючи несподіване потепління на чемпіонаті світу 1930 року, ЛІХГ на своєму конгресі прийняла рішення про проведення великих міжнародних турнірів тільки в країнах, що мають арени зі штучним льодом. У роки Олімпійських ігор турніри крім статусу чемпіонату світу отримували статус чемпіонату Європи. Тоді ж було ухвалено рішення про те, що для присвоєння статусу чемпіонату світу на турнірі має бути присутня хоча б одна неєвропейська команда. Також були прийняті чергові зміни в правилах гри.
У 1937 році в ЛІХГ була прийнята перша африканська федерація — ПАР, яка тривалий час залишалася єдиним представником свого континенту. 1938 року до складу ЛІХГ увійшла Федерація хокею Австралії.
13 вересня 1939 року на конгресі в Цюриху президент ЛІХГ Поль Луак у зв'язку з початком Другої світової війни заборонив усі міжнародні змагання на час ведення воєнних дій.

### 1946—1974
На першому повоєнному конгресі ЛІХГ було прийнято рішення щодо низки членів організації: Японія та Німеччина були виключені, членство Естонії, Латвії та Литви було призупинено. Австрія була відновлена у своєму членстві в ЛІХГ, скасованому в 1939 у зв'язку з аншлюсом Німеччиною. Було внесено пропозицію про чергування керівництва ЛІХГ між Європою та Північною Америкою. Також було ухвалено чергові зміни у правилах гри.
На конгресі 1947 року Фріц Крац змінив Поля Луака на посаді президента. На конгресі 1948 року було прийнято новий Статут. Англійська мова стала офіційною мовою організації. Стала також використовуватися англомовна абревіатура — IIHF (ІІХФ) — International Ice Hockey Federation (Міжнародна федерація хокею з шайбою).
У 1946 році виявилися розбіжності в аматорському хокею між Аматорським атлетичним союзом (ААЮ) та Аматорською хокейною асоціацією Сполучених Штатів (АХАЮС). До цього моменту хокей із шайбою представляла на міжнародній арені Аматорська хокейна асоціація США. Водночас з подачі президента НОК США Евері Брундеджа, Міжнародний олімпійський комітет підтвердив повноваження Аматорського атлетичного союзу. У підсумку на зимові Олімпійські ігри 1948 року вирушила команда, яка представляла Аматорську хокейну асоціацію. Міжнародний олімпійський комітет скасував результати виступів збірної США у хокейному турнірі в рамках Олімпійських ігор, оскільки не визнавав Аматорську хокейну асоціацію США. Результати збірної США були зараховані тільки в підсумковий протокол чемпіонату світу 1948 року. У зв'язку з цими подіями 1949 року Міжнародний олімпійський комітет перервав усі відносини з Міжнародною федерацією хокею з шайбою. У 1951 році ІІХФ прийняла рішення не брати участь у зимових Олімпійських іграх, проте через п'ять місяців після ухвалення цього рішення відбулося повне примирення Міжнародного олімпійського комітету з ІІХФ.
У 1951 році чемпіонат світу поділено на дві групи згідно з рівнем команд — слабші учасники були виділені до групи B. Відновили своє членство Німеччина та Японія. У 1952 році в Міжнародну федерацію вступає Федерація хокею СРСР.
У 1957 році Джон Ахерн змінив на посаді президента ІІХФ Уолтера Брауна. Серед перших кроків на новій посаді він запропонував проводити чемпіонат світу з хокею з шайбою у трьох групах. Однак, за політичними мотивами, багато національних федерацій відмовилися від участі в чемпіонаті світу 1957 року, проведеного в Москві. На матчі СРСР — Швеція був поставлений рекорд — 50 000 глядачів.
1958 року 50 років Міжнародної федерації хокею. В ІІХФ — 25 членів.
На початку 1960-х років ІІХФ поширюється на східноазіатський регіон: Республіка Корея — 1960, Китай та КНДР — 1963.
1961 року вперше чемпіонат світу з хокею з шайбою проходить у трьох групах. Це був останній чемпіонат світу, який проводився на відкритих майданчиках. Черговий політичний демарш на турнірі у виконанні ФРН, що відмовилася вітати комуністичний прапор НДР. У відповідь через два роки гравці збірної команди НДР стояли спиною до флагштока під час підняття прапора ФРН.
У 1962 році збірна команда НДР не отримала візи на в'їзд до США, де проводився чемпіонат світу. На знак протесту хокеїсти СРСР, Чехословаччини та інших соціалістичних країн відмовилися від участі у турнірі.
В 1964 канадська федерація вперше виставила збірну національну команду хокеїстів-аматорів — до цього Канаду представляли клубні команди.
У 1965 році німецький делегат Гюнтер Сабецкі на конгресі ІІХФ запропонував проводити розіграш Кубка європейських чемпіонів за аналогією з футбольним та гандбольним. Перший розіграш трофея відбувся в сезоні 1965/66 років.
У 1968 році вирішено проводити чемпіонат Європи з хокею з шайбою для молодіжних команд.
У 1969 році змагання різних груп стали проводитися в різних країнах та в різні терміни. Канадська федерація запропонувала на чемпіонаті світу збільшити квоту професіоналів у командах до дев'яти хокеїстів. ІІХФ погодилося піти на поступки, проте в січні 1970 року змінило своє рішення під тиском Міжнародного Олімпійського комітету, який виступав проти професіоналів. У зв'язку з цим канадська федерація перервала міжнародні хокейні контакти на всіх рівнях, у тому числі відмовившись від проведення домашнього чемпіонату світу в 1970.
1970 року вперше організовано тренерський семінар. На чемпіонаті світу хокеїстів зобов'язали грати у шоломах. Також вирішено починаючи з 1972 року проводити окремо хокейні турніри зимових Олімпійських ігор та чемпіонати світу. Це стало першим кроком до повернення Канади на світову арену, оскільки дозволяло розглядати можливість участі професіоналів у чемпіонатах світу.
У 1971 році в залік чемпіонату Європи перестали враховувати очки, набрані командами проти неєвропейських збірних.
1972 року прийнято рішення проводити чемпіонат світу з хокею з шайбою серед молодіжних команд з 1974 року. На чемпіонаті світу воротарів зобов'язали грати у масках. Президент Джон Френсіс Ахерн санкціонував першу Суперсерію хокеїстів СРСР та Канади за участю гравців клубів НХЛ. У 1973 році він знову відкинув пропозицію про допуск канадських професіоналів до участі в чемпіонатах світу.
У 1974 році введено нові санкції проти застосування допінгу. Вперше проведено чемпіонат світу з хокею з шайбою серед молодіжних команд, який отримав (як і два наступні) статус неофіційного.
Протягом 25 років, з 1951 по 1975 рік, зберігається трирічний паритет між Європою та Північною Америкою у головуванні ІІХФ.

### 1975—1991
З 1975 року почали проводитись Генеральні конгреси ІІХФ. На конгресі 1975 року президентом обирається Ґюнтер Сабецкі. Однією з офіційних мов ІІХФ замість французької стала німецька мова. Вирішено починаючи з 1976 року допускати на чемпіонати світу професіоналів. Було засновано Кубок Канади, який мав проходити кожні чотири роки за участю збірних команд Канади та США, а також чотирьох найкращих команд Європи, які визначаються за підсумками чемпіонату світу.
У 1976 році відбувся перший семінар ІІХФ для арбітрів і перший розіграш Кубка Канади, на якому працювали один суддя та два помічники. З цього року починає видаватися щорічний «Міжнародний хокейний довідник».
1977 року відбувся перший офіційний чемпіонат світу з хокею з шайбою серед молодіжних команд. На чемпіонаті світу брала участь національна збірна команда Канади — вперше після 8-річної перерви. У її складі були присутні професіонали з НХЛ. Це перший чемпіонат світу, який обслуговував один суддя та два помічники. З цього року щомісяця публікується «Пресреліз ІІХФ».
1978 року вирішено не проводити чемпіонати світу в роки зимових Олімпійських ігор. Відбувся перший медичний семінар ІІХФ. У 1979 році засновано турнір на приз Тайєра Татта, які в роки зимових Олімпіад змагаються збірні країн, що не беруть участі в хокейному турнірі зимових Олімпійських ігор. Також вирішено, що з 1981 року носіння шоломів із захисною маскою стане обов'язковим для юніорів. У Нью-Йорку було проведено розіграш «Кубка Виклику» між збірними командами хокеїстів СРСР та НХЛ.
В 1980 чемпіонат світу вперше не проводився в рік зимових Олімпійських ігор. 1983 року вирішено проводити чемпіонат Азії серед юніорів з наступного року. Святкування 75-річчя ІІХФ: у її складі 32 національні федерації. Останніми, у 1983 році, були прийняті федерації Гонконгу та Тайваню.
У 1984 році був проведений перший чемпіонат Азії та Океанії серед юніорських команд (до 18 років). Турнір розігрувався до 2002 року. До складу ІІХФ увійшла перша американська федерація — Бразилія. У 1987 році в чемпіонаті світу з'являється група D для найслабших команд.
1988 року вперше дозволяється участь на хокейному турнірі зимових Олімпійських ігор професійним хокеїстам. У 1990 році в Оттаві проходить перший чемпіонат світу серед жіночих команд. У 1991 році відбувся останній розіграш чемпіонату Європи з хокею з шайбою. У ІІХФ — 40 членів.

### 1992—2007
Внаслідок політичних потрясінь у Європі — розпаду СРСР, Югославії та Чехословаччини — виникли нові національні федерації. На конгресі ІІХФ 1992 року відновили своє членство в ІІХФ Естонія, Латвія та Литва. Кількість учасників хокейного турніру зимових Олімпійських ігор та чемпіонату світу було розширено з 8-ми до 12-ти, запроваджено систему плей-офф зі стадії чвертьфіналу. Цього року чемпіонат світу знову проходив у рік зимової Олімпіади.
На конгресі 1994 року президентом ІІХФ був обраний швейцарець Рене Фазель. На чемпіонаті світу вперше переможця було визначено в серії булітів. Проведено перший розіграш Кубка Федерацій, реорганізованого через два роки до Континентального кубка з хокею з шайбою.
У 1997 році засновується Зал слави ІІХФ. Також конгрес ІІХФ приймає зміни до правил, вперше з 1969 року. Нові правила вперше застосовуються у 1999 році на чемпіонаті світу.
1998 року вперше у хокейному турнірі зимових Олімпійських ігор брали участь хокеїсти-професіонали з клубів Національної хокейної ліги. Вперше з моменту свого заснування у 1917 році НХЛ бере перерву, щоб дозволити своїм гравцям взяти участь в Олімпійських іграх. На цій Олімпіаді дебютує жіночий хокейний турнір. На конгресі ІІХФ прийнято рішення розширити кількість учасників чемпіонату світу з 12-ти до 16-ти.
У 2000 році відбувся останній розіграш Європейської хокейної ліги. Відродився турнір через 5 років у вигляді Кубка європейських чемпіонів.
У 2006 році шведська збірна команда вперше виграла в один рік золоті олімпійські медалі та чемпіонат світу, а жіноча команда змогла завоювати срібло Олімпійських ігор, першою з європейських команд; тим самим шведки порушили багаторічну гегемонію команд Канади та США.
З 2007 року запроваджується триочкова система.
На честь святкування столітнього ювілею ІІХФ чемпіонат світу 2008 року був вперше проведений у Канаді, батьківщині хокею та багаторічному лідері цього виду спорту. Вперше було організовано Кубок Азії з хокею з шайбою для чоловічих збірних команд. Також вперше було проведено Кубок Вікторії, започаткований роком раніше. В ІІХФ — 66 національних федерацій.

### 2008: 100-річчя ІІХФ

Логотип 100-річного ювілею ІІХФ

У 2008 році виповнилося 100 років від заснування Міжнародної федерації хокею. Сезон 2007—2008 років. пройшов під знаком святкування ювілею. Для святкування цієї віхи історії, ІІХФ було заплановано низку амбітних проєктів, серед яких організація низки спортивних змагальних заходів, які передбачається проводити на регулярній основі:
- Чемпіонат світу серед жіночих команд (до 18 років) ;
- Азіатський кубок виклику з хокею з шайбою (IIHF Challenge Cup of Asia);
- Хокейна Ліга чемпіонів ;
- Кубок Вікторії.

Федерація також провела турнір ветеранів «IIHF World Oldtimer's» та всесвітній молодіжний хокейний фестиваль для дітей молодших 1992 року народження. У Цюриху (Швейцарія), на галявині перед штаб-квартирою ІІХФ, було встановлено тимчасову льодову ковзанку (28х14 м). Ковзанка була доступна для громадськості з грудня 2007 по листопад 2008.
Окрім змагань, до 100-річного ювілею були оприлюднені:
- «Потрійний золотий клуб» ("Triple Gold Club ") — список хокеїстів, які виграли три найпрестижніші хокейні турніри: Олімпійські ігри, чемпіонат світу та Кубок Стенлі
- Символічна збірна століття «Centennial All-Star Team», до якої увійшли: воротар — Владислав Третьяк; захисники — В'ячеслав Фетісов, Берье Сальмінг; нападаючі — Валерій Харламов, Сергій Макаров, Уейн Гретцкі. До складу виборного комітету увійшли 56 шанованих експертів з хокею з шайбою з 16 країн. Було дотримано балансу між північноамериканськими та європейськими представниками. Один із голосів був наданий колективу «The Hockey News»;
- 100 видатних подій ІІХФ. Перше місце серед них посів матч, названий "Чудом на льоду ", в якому збірна команда США, складена зі студентів, обіграла на Олімпіаді 1980 року зоряну збірну СРСР — чинного олімпійського чемпіона та чемпіона світу;
- також випущено книгу сторіччя хокею з шайбою та DVD -диск із фотографіями та документальним фільмом про найбільш значущі міжнародні хокейні події з моменту заснування ІІХФ. Диск випущено словацькою телевізійною компанією STV за підтримки Міжнародної федерації хокею.[48]

На честь ювілею було опубліковано логотип ювілею, запущено оновлений сайт ІІХФ. На будинку № 34 по вулиці Прованс у Парижі було встановлено меморіальну дошку на честь заснування ЛІХГ. УУ її відкритті взяли участь президенти чотирьох національних федерацій країн — засновників Міжнародної федерації хокею з шайбою: Бельгії — Паскаль Нукельманс, Франції — Люк Тардіф, Великобританії — Емон Конвері та Швейцарії — Фреді Еглі, а також Анрі Серандо, президент Французького олімпійського комітету. Очолювали церемонію відкриття президент ІІХФ Рене Фазель та державний секретар Франції у справах молоді, спорту та громадського життя, Бернар Лапорте. Президенти національних федерацій отримали пам'ятні мініатюрні статуетки хокеїстів виробництва знаменитого іспанського художника Роза Серра, який випустив серію зі 100 авторських статуеток. 10 з них були призначені як подарунки в особливо урочистих випадках, а 90 надійшли у вільний продаж. Також було заплановано встановлення меморіальної дошки на французький Будинок спорту.
Також на честь ювілею було організовано виставки. Тимчасова експозиція у Лозанні (Швейцарія), в Олімпійському музеї була відкрита 26 вересня 2008 року на площі 170 м² та приймала відвідувачів до грудня 2008 року. Виставку в Залі Хокейної слави в Торонто (Канада) було відкрито в рамках діючої експозиції ІІХФ з 9 листопада 2007 року до грудня 2008 року.
Кульмінацією святкування століття ІІХФ став чемпіонат світу з хокею з шайбою 2008 року, вперше організований у Канаді, батьківщині хокею та багаторічному лідері цього виду спорту. У фінальному матчі Росія виграла у господарів турніру з рахунком 5:4, провівши вирішальну шайбу в овертаймі.

### 2021—наш час
У XXI столітті кількість членів збільшилася: Чилі (2000), Боснія і Герцеговина (2001), Ліхтенштейн (2001), Північна Македонія (2001), Об'єднані Арабські Емірати (2001), Макао (2005), Малайзія (2006), Молдова (2008; ймовірно, виключена з членства IIHF у 2023 році), Грузія (2009), Кувейт (2009; спочатку приєдналася у 1985 році, але була виключена у 1992 році), Марокко (2010), Киргизстан (2011), Ямайка (2012), Катар (2012), Оман (2014), Туркменістан (2015), Індонезія (2016), Непал (2016), Філіппіни (2016), Алжир (2019), Колумбія (2019), Іран (2019), Ліван (2019), Узбекистан (2019), Туніс (2021), Пуерто-Рико (2022), Бахрейн (2024), Кенія (2024).
25 вересня 2021 року на конгресі ІІХФ у Санкт-Петербурзі новим президентом ІІХФ був обраний 68-річний французький фахівець Люк Тардіф, змінивши Рене Фазеля, який обіймав цю посаду 27 років (з 1994 по 2021 рік).
28 лютого 2022 року IIHF призупинила членство федерацій хокею Росії та Білорусі до подальшого повідомлення через вторгнення цих країн в Україну.
Однак, згідно з правилами IIHF, неросійські гравці в російських клубах зобов'язані дотримуватися своїх контрактів і не можуть залишати свої клуби та Росію, доки не закінчиться термін дії їхніх контрактів або вони не будуть розірвані їхнім клубом. Якщо гравці все одно підуть, на них можуть подати до суду та заборонити їм грати за інші клуби.
22 березня 2023 року IIHF виключила російську та білоруську національні та клубні команди зі змагань IIHF протягом сезону 2023–24 років з міркувань безпеки.

## Цілі та завдання
Цілі ІІХФ:

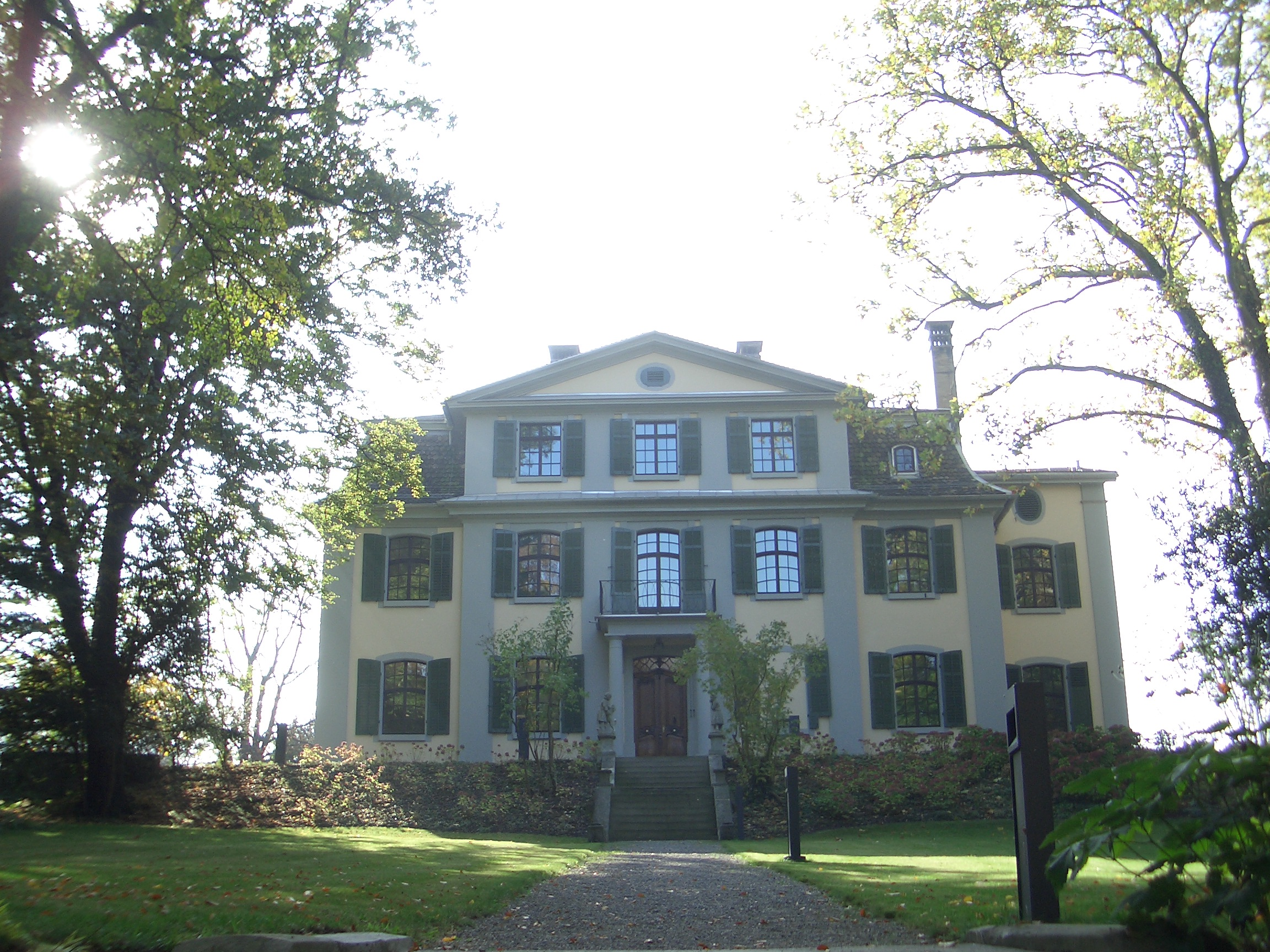
Штаб-квартира ІІХФ у Цюриху.

- Управління, розвиток і стимулювання хокею із шайбою в усьому світі;
- Вдосконалення і контролювання міжнародного хокею із шайбою в усьому світі;
- Сприяння розвитку дружніх відносин між національними асоціаціями держав-членів міжнародної федерації;
- Організована робота на благо спорту.

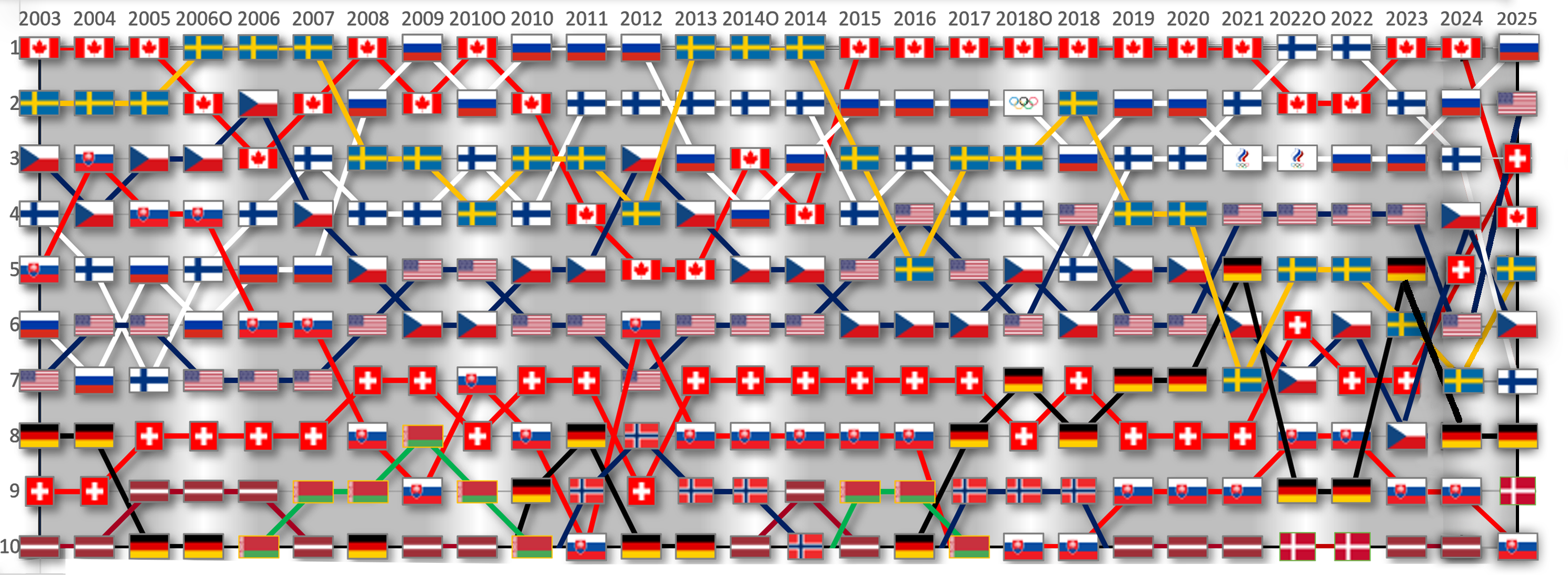
ІІХФ з 2003 року створює Світовий рейтинг ІІХФ десяти найкращих чоловічих національних збірних кожного року. На малюнку зображений цей рейтинг. Рейтинг ІІХФ враховує результати Світового чемпіонату ІІХФ, Олімпійські ігри з хокею на льоду, а також товариські зустрічі.

ІІХФ вживе всіх необхідних заходів, щоб досягти таких завдань:
- Вести справи відповідно до статуту, підзаконними актами та правилами міжнародної федерації;
- Впорядкувати відносини із засобами масової інформації, спонсорами, питання ліцензійних прав, реклами та мерчендайзингу, пов'язані з усіма змаганнями з хокею із шайбою;
- Дотримуватися чіткої юрисдикції в міжнародному хокеї з шайбою;
- Приймати та стежити за дотриманням однакових міжнародних правил та офіційних правил гри;
- Сприяти розвитку молодих гравців, зростання їх числа;
- Допомагати в організації тренінгів та семінарів для тренерів, суддів та офіційних осіб;
- Організовувати всі заходи ІІХФ, міжнародні матчі;
- Контролювати пересування гравців між країнами;
- Встановлювати контакти з іншими спортивними федераціями та об'єднаннями.

Щорічно з 1976 року під егідою ІІХФ видається «Міжнародний хокейний довідник», з 1977 року щомісяця публікується «Пресреліз ІІХФ». У календар ІІХФ входять офіційні змагання: Чемпіонат світу, Чемпіонат світу серед жінок, Ліга чемпіонів, Континентальний кубок, Елітна жіноча хокейна ліга, ЧС серед молоді, ЧС серед юніорів і т. д.
ІІХФ не допускає ніякої расової, релігійної чи політичної дискримінації по відношенню до якого-небудь спортсмена, офіційної особи, команди чи федерації. Згідно зі статутом ІІХФ на всіх офіційних змаганнях проводиться церемонія підйому національних прапорів і виконуються державні гімни переможців після закінчення кожної гри та під час нагородження переможців змагань.

## Президенти

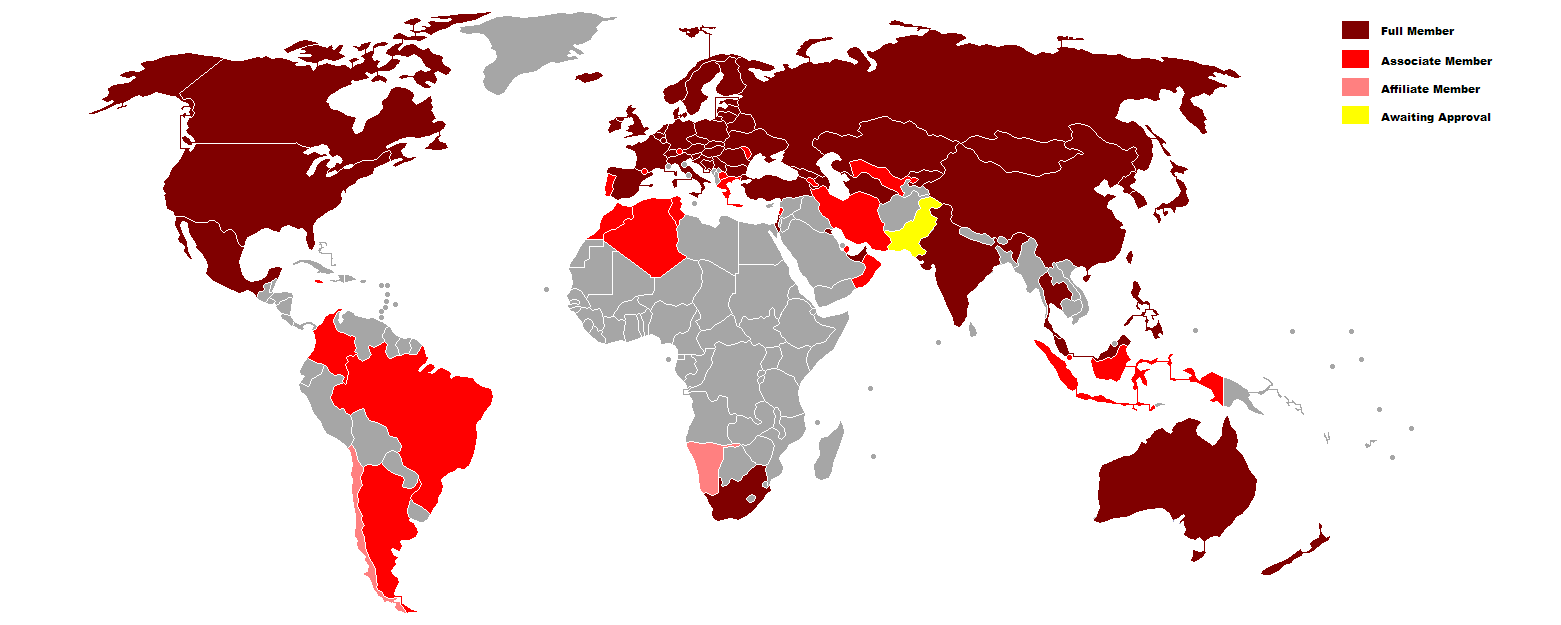
Поточний список членів ІІХФ (зображені червоними відтінками). Країни, що очікують затвердження статусу члена ІІХФ позначені жовтим.

| Ім'я               | Роки      |
| ------------------ | --------- |
| Луї Магнус         | 1908–1912 |
| Анрі ван ден Булке | 1912–1914 |
| Пітер Паттон       | 1914      |
| Луї Магнус         | 1914      |
| Анрі ван ден Булке | 1914–1920 |
| Макс Сілліг        | 1920–1922 |
| Поль Луак          | 1922–1947 |
| Фріц Краатц        | 1947–1948 |
| Джордж Гарді       | 1948–1951 |
| Фріц Краатц        | 1951–1954 |
| Волтер Браун       | 1954–1957 |
| Джон Ахірн         | 1957–1960 |
| Робер Лебель       | 1960–1963 |
| Джон Ахірн         | 1963–1966 |
| Вільям Татт        | 1966–1969 |
| Джон Ахірн         | 1969–1975 |
| Гюнтер Сабецкі     | 1975–1994 |
| Рене Фазель        | 1994–2021 |
| Люк Тардіф         | з 2021    |

## Країни-члени
Федерація має 60 повноправних членів, включаючи двох тимчасово відсторонених членів: Австралія, Австрія, Азербайджан, Білорусь (відсторонено), Бельгія, Боснія і Герцеговина, Болгарія, Канада, Китай, Хорватія, Чехія, Данія, Естонія, Фінляндія, Франція, Грузія, Німеччина, Велика Британія, Гонконг, Угорщина, Ісландія, Індія, Іран, Ірландія, Ізраїль, Італія, Японія, Казахстан, Кувейт, Киргизстан, Латвія, Литва, Люксембург, Малайзія, Мексика, Монголія, Нідерланди, Нова Зеландія, Північна Корея, Норвегія, Філіппіни, Польща, Румунія, Росія (відсторонено), Сербія, Сінгапур, Словаччина, Словенія, Південна Африка, Південна Корея, Іспанія, Швеція, Швейцарія, Тайвань, Таїланд, Туреччина, Туркменістан, Україна, Об'єднані Арабські Емірати та Сполучені Штати. Повні члени мають національний орган, присвячений хокею на льоді, а також мають брати участь у міжнародних змаганнях щорічно. Тільки дійсні члени мають право голосу.
Крім того, є 23 асоційовані та 1 афілійований член, які або не мають національної організації, що займається цим видом спорту, або беруть участь у міжнародних змаганнях не регулярно. (Чилі все ще значиться як «афілійований» член, незважаючи на те, що зараз там є хокей на льоду).  Це Алжир, Андорра, Аргентина, Вірменія, Бахрейн, Бразилія, Чилі, Колумбія, Греція, Індонезія, Ямайка, Кенія, Ліван, Ліхтенштейн, Макао, Марокко, Непал, Північна Македонія, Оман, Португалія, Пуерто-Рико, Катар, Туніс та Узбекистан.

## Чемпіонати світу
ЧС з хокею з шайбою Міжнародна федерація проводить 25 чемпіонатів світу в 5 категоріях.
З 1920 року ІІХФ щорічно проводить чемпіонати світу з хокею з шайбою. Статус «чемпіонату світу» турнір отримував, якщо в ньому брала участь хоча б одна з неєвропейських збірних команд. До 1968 року чемпіонати світу в роки Олімпіад проводилися в рамках олімпійського турніру, в 1972 та 1976 — окремо від неї, а в 1980–1988-х чемпіонати світу в роки Олімпійських ігор не проводилися.
Крім чемпіонату світу для національних збірних команд, проводяться змагання молодіжних (до 20 років) та юніорських (до 18 років) чоловічих команд, а також чемпіонат світу з хокею з шайбою серед жінок до 18 років (юніорський). Чемпіонат світу з хокею з шайбою проводиться у чотирьох дивізіонах (ТОП-дивізіон, 1-й, 2-й і 3-й), що відповідають рівню збірних. Кожен дивізіон чоловічих команд, окрім ТОП-дивізіону, у всіх вікових категоріях розділений на дві групи («A» і «B»). Чемпіонат світу з хокею з шайбою серед жінок до 18 років (юніорський) проводиться всього у двох дивізіонах (ТОП-дивізіон і 1-й дивізіон).

## Світовий рейтинг IIHF
Світовий рейтинг IIHF – це інструмент, що відображає довгострокову якість програми національних збірних країн. Світовий рейтинг IIHF публікується після кожного чемпіонату світу з хокею з шайбою IIHF та олімпійського турніру з хокею з шайбою.